# Chirurgický systém da Vinci

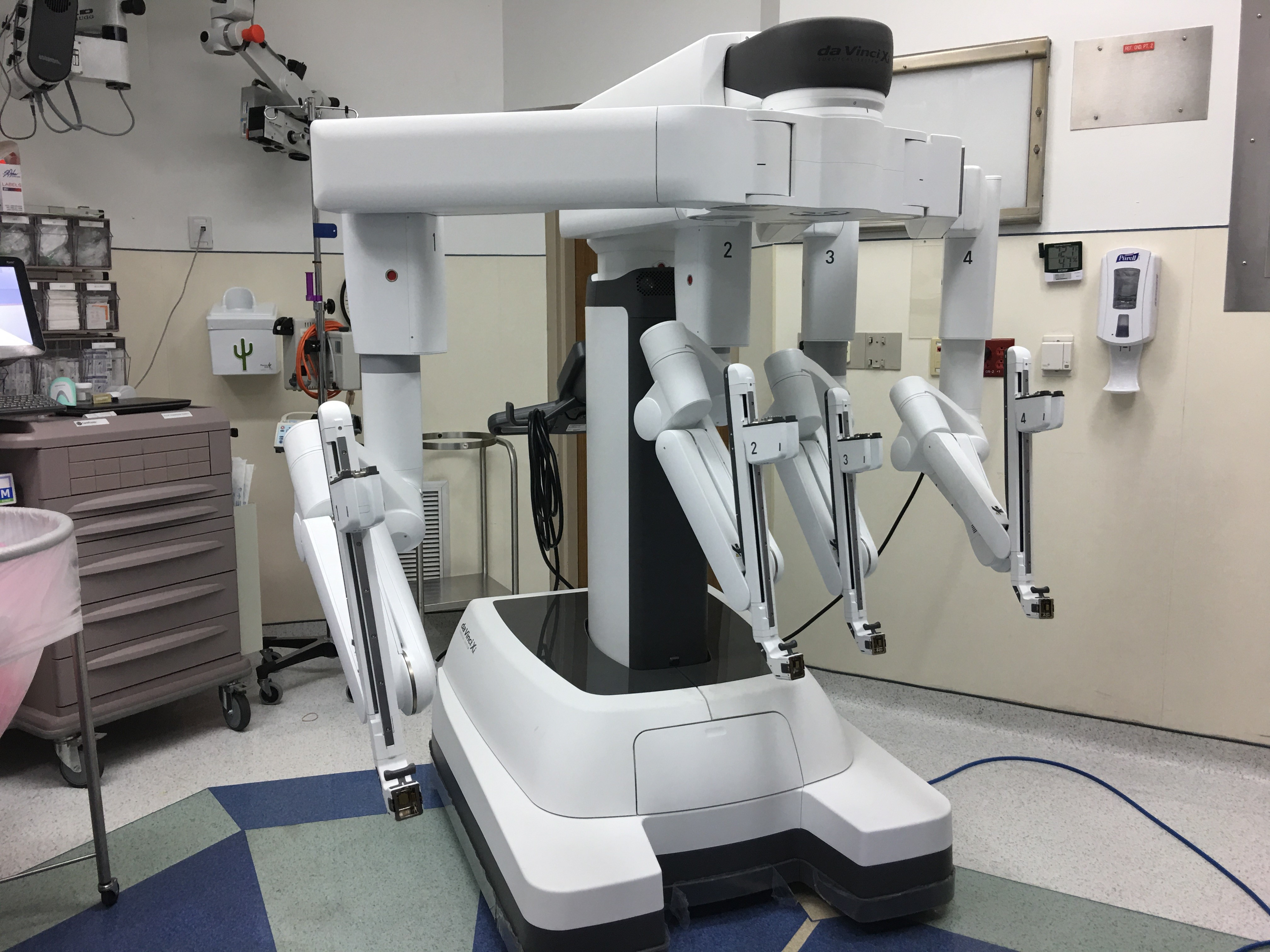
Chirurgický systém da Vinci Xi

Chirurgický systém da Vinci je robotický chirurgický systém, který využívá minimálně invazivní chirurgický přístup. Systém vyrábí společnost Intuitive Surgical. Používá se pro prostatektomii a stále častěji pro opravy srdečních chlopní a pro renální a gynekologické chirurgické zákroky.
V roce 2012 byl použit při odhadovaných 200 000 operacích, nejčastěji při hysterektomii a odstranění prostaty. Systém se nazývá „da Vinci“ částečně proto, že da Vinciho studium lidské anatomie nakonec vedlo k návrhu historicky prvního známého robota.

## Využití v medicíně
Systém byl použit v následujících postupech:
- Radikální prostatektomie, pyeloplastika, cystektomie, nefrektomie a uretrální reimplantace;
- Hysterektomie, myomektomie a sakrokolpopexe;
- Reparace hiátové kýly a tříselné kýly;
- GI operace včetně resekcí a cholecystektomie;
- Transorální robotická chirurgie (TORS) pro rakovinu hlavy a krku;
- Transplantace plic, systém da Vinci byl díky průkopnické technice použit v první plně robotické operaci tohoto druhu na světě.[6]

## Přístroj

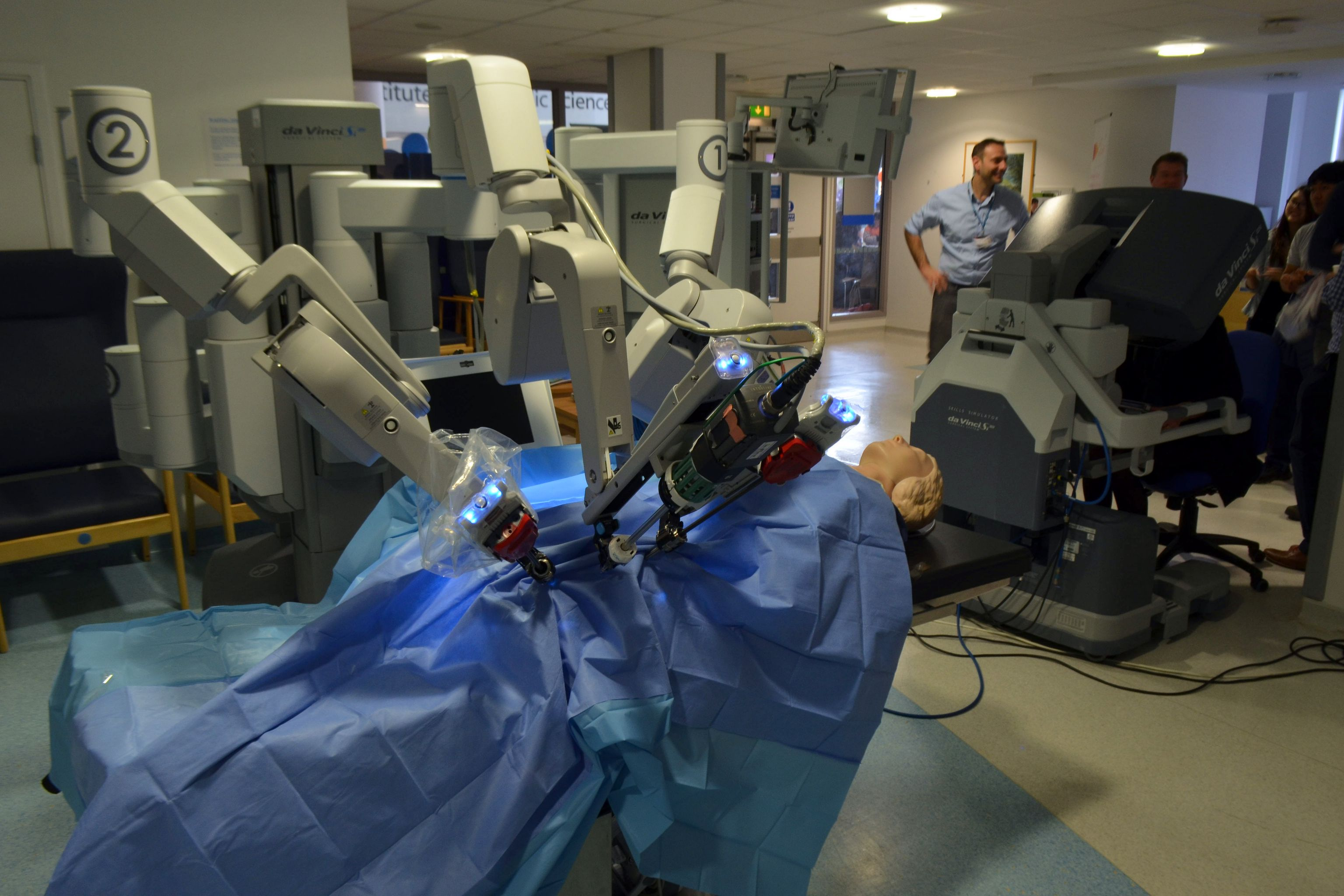
Systém da Vinci: pacientská komponenta (vlevo) a chirurgická konzole (vpravo)

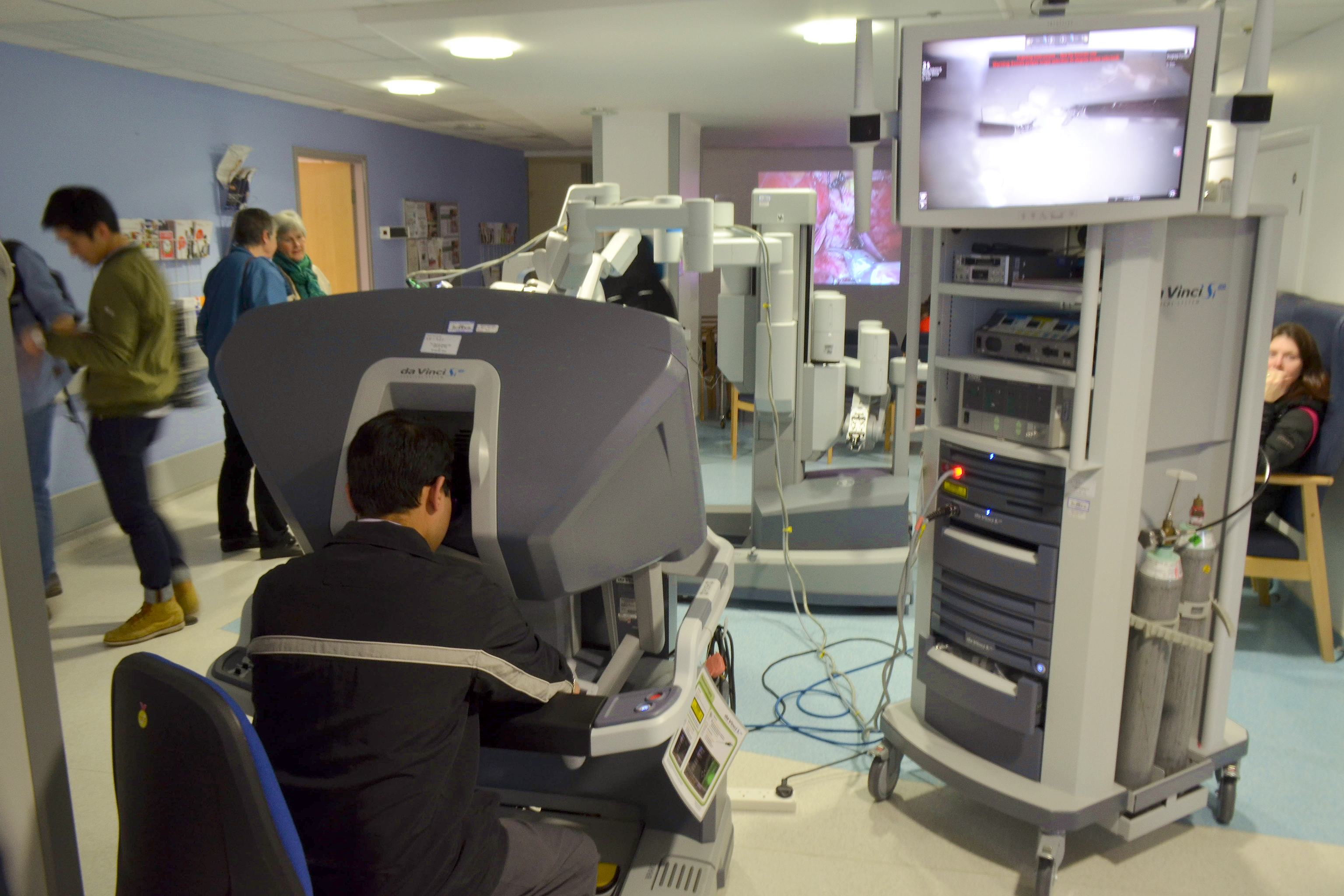
Chirurgická konzole v léčebném centru v Addenbrooke's Hospital v anglickém Cambridge

Systém da Vinci se skládá z chirurgické konzole, která je obvykle ve stejné místnosti jako pacient, a pacientské komponenty se třemi až čtyřmi interaktivními robotickými rameny (v závislosti na modelu) ovládanými z konzoli. Ramena drží předměty a mohou fungovat jako skalpely, nůžky, elektrochirurgické přístroje nebo úchopné nástroje. Poslední rameno ovládá 3D kamery. Chirurg používá ovládací prvky konzole k manévrování s robotickými pažemi k výkonu na pacientu ležícímu na pacientské komponentě. Systém vždy vyžaduje lidskou obsluhu.

## Schválení FDA
Úřad pro kontrolu potravin a léčiv (FDA) Spojených států schválil v roce 2000 chirurgický systém da Vinci pro použití u dospělých a dětí při urologických chirurgických zákrocích, obecných laparoskopických chirurgických zákrocích, gynekologických laparoskopických chirurgických zákrocích, obecných nekardiovaskulárních torakoskopických chirurgických zákrocích a torakoskopicky asistovaných kardiotomických zákrocích.